# 谷かえ
谷 かえ（たに かえ、1998年3月19日 - ）は、日本のグラビアアイドル。東京都出身。

## 来歴
秋田書店「ヤングチャンピオン」2019年2月12日号で雑誌グラビア初登場。
2024年12月12日にファンティアにおいて、ファンクラブ「谷かえとよい隊」を開設。

## 人物
特技は何時間でも寝続けられること。
趣味はポーカー、ゴルフ、映画鑑賞、ダーツ、カラオケ。

## 出演

### テレビ
- 親愛なるあだな様（テレビ東京）
- ゴッドタン（テレビ東京）
- お願い！ランキング～私って美人ですよね？～（2019年2月4日、テレビ朝日）
- オトメタビ（dTV）
- 中居くん決めて！（TBS）
- 水曜日のダウンタウン（2018年12月19日、TBS）
- 笑福亭鶴光のオールナイトニッポン.TV@J:COM（2017年11月17日、J:COM）
- 女神降臨＃154（2019年2月22日初回放送）
- 麻雀最極決定戦！サバイバルバトル 極雀 season17（フジテレビONE）
- よゐこ風呂（2021年4月22日、フジテレビONE）[2]
- Nuts POKER[3]（2022年5月21日、28日、サンテレビ）
- SHOW激！今夜もドル箱（2022年6月21日、テレビ東京）[4]
- パチ♡らぶ[5]（2022年6月22日、29日、7月6日、長野放送）
- イワクラと吉住の番組（2022年7月26日26:16-26:36、テレビ朝日）[6]

### MV
- SaToMansion / JUST AWAKE-LETHWEI × UNBEATABLE[7]
- 戦慄かなの/ "Iceblink"[8]
- Only Hip Club『SADNESS』[9]

### 撮影会
- フレッシュ撮影会[10]　（フレッシュプール撮影会2022年5月ダイジェスト[11]）
- ワンエイト撮影会[12]
- smooth撮影会[13]
- モーメント撮影会[14]
- はなまる撮影会[15]
- チャンス撮影会[16]
- WHIP撮影会（東京、マグニファイエンタテインメント主催）

### イベント
- ROAD TO KNOCK OUT vol.3 - ラウンドガール（2019年1月16日）[17]
- スーパー耐久2019 第3戦 富士 24時間レース（2019年5月31日－6月2日）
- ピレリスーパー耐久シリーズ2019 第5戦（2019年9月15日）
- ロードモバイル「ローモバグラビアアイドル対抗戦 第2弾」（2020年10月12日－2020年11月23日）
- 『LETHWEI×UNBEATABLE』  後楽園ホール大会－ラウンドガール（2021年10月6日）[18]
- 『LETHWEI × UNBEATABLE』大阪コレガスタジオ大会－ラウンドガール（2022年3月27日）[19]
- 『LETHWEI × UNBEATABLE』北陸大会－ラウンドガール（2022年7月10日）[20][21]

### 配信番組
- ノリケンサンバ（2018年 - 2019年4月、OPENREC）[22] - 準レギュラー
- 酒女子ほろ酔い女子会[23]
- TIP STAR（アプリ内配信、毎月1回程度。ぷにっとふわっとチーム。2022年5月10日、番組リニューアルのため活動終了）
- どぶろっくの金曜The NIGHT（2019年1月26日[24]、3月30日[25]、AbemaTV） - アシスタント
- エキテンチャンネル（整体院 のびサポ浅草店：2020年7月22日[26]）
- エキテンチャンネル（トータルボディーケア　やちよ整体院：2020年8月21日[27]）
- エキテンチャンネル（マキデンタルオフィス銀座：2020年11月18日[28]　）
- 内村さまぁ～ず #358『もういい加減今年こそ体の不安を解消したい男達!!年またぎスペシャル』（2021年1月11日）[29]
- エキテンチャンネル（やがわ整骨院：2021年3月14日[30]、2021年4月19日[31]）
- ヒロミ・指原の“恋のお世話始めました” （2021年7月8日、Abema TV）[32]
- 原田龍二の「ニンゲンTV」（2021年8月14日[33]、2021年8月25日[34]）
- 中村家の休日（2022年3月10日-2022年12月2日、準レギュラー）[35]
- 給与明細（2022年6月10日[36]、2022年9月19日[37]、ABEMA TV）潜入ガール
- PIST6公式生配信（2022年6月26日[38]、2022年7月30日[39]、2022年7月31日[40]）
- ゴルフとコーチと私（2022年7月1日-2023年4月28日、YouTube。共演：西原愛夏）[41]
- 週刊SPA!・日刊SPA!ポーカー美女最強決定戦（2022年7月15日18:45-）[42]
- エムホールデム公式生放送～女性ポーカープレイヤー大会～(2022年9月6日20:00-)[43]
- エキテンチャンネル（ノブ治療院：2022年9月23日[44]）
- チャリロト公式Youtube林雄一の競輪「喜喜IPPATSU」1/25 Vol.140【京王閣競輪】京王電鉄杯＆東京スポーツ杯[FⅠナイター][45]
- チャリロト公式Youtube林雄一の競輪「喜喜IPPATSU」2/7 Vol.146【いわき平競輪】日刊スポーツ杯[FⅠナイター][46]
- 君キュン競輪部（2023年2月14日）
- 【大阪で食い倒れ!】デカすぎエビフライと修学旅行はUFJ【まんぷく激場　なんば公演前半戦】 (2023年8月23日）[47]
- 【1/8192BIGBANG】ダブルカオナシとアイアンクロー【まんぷく激場　なんば公演後半戦】（2023年9月11日）[48]
- 恋愛サウナカーシーズン②[49]（2024年9月27日-）
- 生まれ変わった運命の人に（ショートドラマアプリ「ShortMax」内で配信。大西茜役）
- ラストチアーズ　更生しました（2025年2月2日）[50]
- 西武園ミッドナイト競輪 オッズパーク杯 F2　1日目（2025年2月26日）[51]
- 脱衣麻雀ステーション（2025年4月30日）[52]

## 雑誌

### 紙媒体
- 「ドカント」（2019年2月号、2022年3月号[53]）
- 「EXMAXSP」
- 「週刊ポスト」
- 「EXMAX」
- 「アサ芸シークレット」
- 「アサヒ芸能（2019年12月5日号）」（表紙）
- 「ヤングジャンプ」
- 「週刊ビックコミックスピリッツ」
- 「ヤングチャンピオン」
- 「臨時増刊ラヴァーズ vol.13」（表紙）
- 「軽キャンパーfan vol.39」（表紙）
- 「月刊エンタメ」（2022年3.４月合併号）
- 「金のEX DVD VOL.7」
- 「実話BUNKA超タブー」
- 「週刊プレイボーイ20&21合併号」（2022年5月2日発売）[54]
- 「週刊ポスト」（2022年8月26日号）

### オンライン
- 「sabra」
- 「ラブポップ」[55]
- 「ASCII.jp×デジタル」（2019年10月12日配信）[56]

## 作品

### DVD
- タニカエ（2019年2月25日、エアーコントロール）
- あいのたにま（2019年7月25日、イーネット・フロンティア ）
- Pure Valley （2019年11月19日、エスデジタル）
- Re:start! (2022年2月22日、エアーコントロール)[57]

### 写真集
- 「君と出会えて」(2023年1月27日、プレステージ出版）[58]
- 競これ -競泳水着これくしょん-谷かえvol.01（2024年12月13日、デジタル出版）[59]
- 競これ -競泳水着これくしょん-谷かえvol.02（2024年12月13日、デジタル出版）[60]